# Anne Basting
Anne Davis Basting (* 1965) ist eine amerikanische Gerontologin.

## Leben und Wirken
Basting erwarb einen M.A. in Theaterwissenschaften an der University of Wisconsin und promovierte dann in Theatre Arts an der University of Minnesota. Bastings entwickelte TimeSlips, ein kreatives Geschichtenausdenken für Menschen mit Demenz und für Menschen mit Behinderungen. Über Anregung der Fantasie soll den Teilnehmenden spielerisch zur Erinnerungen verholfen werden. 1998 gründete sie die internationale Not-for-Profit-Organisation TimeSlips. Sie ist Professorin für Theaterwissenschaften an der Peck School of the Arts an der University of Wisconsin Milwaukee. Sie wurde 2016 mit einem "Genius" Grant der MacArthur Foundation ausgezeichnet.